# Vanja Drkušić
Vanja Drkušić (* 30. Oktober 1999 in Novo mesto) ist ein slowenischer Fußballspieler.

## Karriere

### Verein
Drkušić begann seine Karriere beim NK Krka. Im Januar 2014 wechselte er in die Jugend des NK Krško. Im Januar 2016 wechselte er in die Niederlande in die Jugend des SC Heerenveen. Im August 2018 stand er erstmals im Kader der Profis von Heerenveen, für die er allerdings nie zum Einsatz kommen sollte. Im August 2019 wechselte der Innenverteidiger nach Italien zum Drittligisten Rende Calcio 1968. Für Rende absolvierte er allerdings nur eine Partie im Ligapokal.
Im Januar 2020 kehrte Drkušić nach Slowenien zurück und schloss sich dem Erstligisten NK Bravo an. Für Bravo debütierte er im Februar 2020 gegen den NK Tabor Sežana in der 1. SNL. Bis zum Ende der Saison 2019/20 kam er zu 15 Einsätzen in der höchsten slowenischen Spielklasse. In der Saison 2020/21 absolvierte der Abwehrspieler 35 Partien und verpasste nur ein Spiel gesperrt. In der Spielzeit 2021/22 kam er bis zur Winterpause 19 Mal zum Einsatz. Im Januar 2022 wechselte er nach Russland zum FK Sotschi. Für Sotschi kam er zu 60 Einsätzen in der Premjer-Liga, aus der er mit dem Team aber 2024 abstieg.
Im August 2024 wechselte er daraufhin zu Erstligist Zenit St. Petersburg. Dieser verlieh in aber direkt nach Serbien an den FK Roter Stern Belgrad.

### Nationalmannschaft
Drkušić spielte zwischen 2015 und 2019 26 Mal für slowenische Jugendnationalauswahlen.
Am 26. März 2023 debütierte er für die A-Nationalmannschaft Sloweniens beim 2:0-Sieg im EM-Qualifikationsspiel gegen San Marino.